# Касумло
Касумло (груз. კასუმლო, азерб. Qasımlı) — одно из крупнейших сёл Марнеульского муниципалитета Грузии.

## География
Село Касумло начинается со склонов Папакарского хребта (азерб. Babaqar silsiləsi) у пешеходной границы с Арменией, затем спускается вниз к красивейшему роднику, стекающую из вершины Папакарского хребта — «Три источника»: Источник — отец, источник — мать и источник — сын (азерб. Üç bulaq). Рядом с тремя источниками, находится праздничный стол, к которому из соседних деревень съезжаются жители, чтобы отпраздновать праздник, или свадьбу. Дальше село спускается ещё вниз, минуя крутые горные склоны и приведя к жилым домам жителей села Касумло. Касумло граничит с такими сёлами как: Улашло (Ulashlo), Байталло (Baitalli) и Бейтарапчи (Beytarapchi).
Вид на село Касумло со склонов Папакарского хребта

## Климат
Климат в самом селе Касумло мягкий. Средняя температура июня — 46 градусов тепла, декабря — 3 градуса тепла. В верхней части села у склонов Папакарского хребта климат умеренный. Средняя температура июня — 21 градус тепла, декабря — 4 градуса мороза. В селе Касумло есть 3 родника для жителей села, общая общеобразовательная школа, Касумлинский сельсовет, лечебница.

## Население
По состоянию на 2011 год, в селе проживают свыше 2000 жителей.

## Достопримечательности
- Мечеть[2]
- Средняя школа

## Интересные факты
- 17 августа 2013 года, кандидат на пост президента Грузии от партии «Единая Грузия» Нино Бурджанадзе провела предвыборные встречи в азербайджанонаселенных селах Касумло, Агамедли, Качагани и городе Марнеули Марнеульского района.[3]